# Afrilobus
Afrilobus is een geslacht van spinnen uit de  familie van de Orsolobidae.

## Soorten
- Afrilobus australis Griswold & Platnick, 1987
- Afrilobus capensis Griswold & Platnick, 1987
- Afrilobus jocquei Griswold & Platnick, 1987